# Jay Lovestone
Jay Lovestone, nato Jacob Liebstein (Molchad, Governatorato di Grodno, Impero russo, 24 dicembre 1897 – New York, 7 marzo 1990) è stato un politico, sindacalista e agente segreto statunitense (il capo  di collegamento tra la CIA e il movimento operaio).
Membro del Partito Socialista americano dal 1914 al 1919, poi di varie organizzazioni predecessore del Partito Comunista  degli Stati Uniti (CPUSA), è infine diventato capo dello stesso partito fino al 1929. Successivamente, durante la sua attività nel più importante sindacato degli Stati Uniti, l'AFL-CIO, è stato un militante anti-comunista e collaboratore della CIA 

## L'espulsione dal Comintern
Nel 1929 Lovestone e i suoi seguaci furono espulsi dall'Internazionale Comunista (o Comintern) con l'accusa di essere degli "eccezionalisti americani". Ciò avvenne in seguito ad un dibattito all'interno del Comintern in cui Lovestone cercò di spiegare la debolezza del socialismo negli Stati Uniti ed attribuendo la stessa al fatto che il capitalismo statunitense avesse caratteristiche che lo rendevano un'eccezione: era infatti più stabile, dinamico e ricco di potenzialità rispetto ai capitalismi europei e questo era il motivo per cui la rivoluzione era lontana negli USA e bisognava elaborare strategie nazionali diverse da quelle adottate altrove.  

## Attività sindacali
Dopo l'espulsione dal Partito Comunista, ha fondato e guidato il Partito Comunista (Opposizione), un raggruppamento paragonabile nel contenuto politico al KPD-O tedesco. Nel 1937, grazie alla mediazione del leader sindacale anticomunista David Dubinsky, Lovestone divenne dipendente di Homer Martin, presidente del sindacato degli operai automobilisti UAW, che fu coinvolto in gravi dispute con funzionari sindacali membri o vicini al CPUSA. Negli anni successivi, Lovestone si è guadagnato la reputazione di "esperto" per aver respinto ed eliminato l'influenza comunista nel movimento sindacale.
Inizialmente attivo solo sul piano nazionale, dopo la seconda guerra mondiale Lovestone  si è convertito nella "eminenza grigia" :371  di una rete di politici e sindacalisti socialdemocratici di destra, inizialmente ramificata in tutta Europa e poi in tutto il mondo, che egli - ora finanziato e istruito dal Dipartimento di Stato e dalla CIA, ma ufficialmente camuffato come "consigliere di politica estera" del presidente dell'AFL-CIO, George Meany - sosteneva nella lotta contro i partiti comunisti e i socialdemocratici di sinistra per assicurare un orientamento filoamericano.
L'estensione, il modus operandi e il significato di questo Lovestone Intelligence Service :281 sono stati conosciuti a grandi linee solo nel 1995, dopo l'apertura degli archivi di Lovestone. Alcune parti rimangono ancora poco chiare.